# Travian
Travian (transkribovano: Travijan, ćirilicom: Травијан) je strateška višekorisnička igra na Internetu, koju je razvila nemačka kompanija „Travian Games GmbH“, a za međunarodno tržište izdala Gameforge AG. Virtuelni svet „Traviana“ sastoji se od stotina ili hiljada igrača i njihovih sela, a radnja je smeštena u doba Rimskog carstva.

## Igra
Travian se igra direktno u brauzeru. Ne moraju se preuzimati i instalirati nikakvi dodaci, mada se može preuzeti grafički paket u cilju bržeg učitavanja stranice. Posle registracije, koja je besplatna, igrač odmah može početi sa igrom. Travian nudi i više pogodnosti, kao što opcija „Plus“, čija je cena 2,99 dolara mesečno, omogućava dodatne alatke. Program je napisan u programskom jeziku PHP.
Možete birati između tri naroda u Travianu, Rimljani, Gali i Tevtonci. Svaki narod ima svoje prednosti i nedostatke, kao i vrste jedinica koje su veoma različite. Od posebne važnosti je izabrati narod koji vam najbolje odgovara.
Rimska imperija Zbog visokog stepena društvenog i tehnološkog razvitka Rimljani su majstori u izgradnji i njenoj koordinaciji. Njihove jedinice su deo elite u Travianu.
Veoma su balansirani i korisni u napadima i isto tako u odbrani. Da bi zagarantovali ovu raznolikost Rimske jedinice se obučavaju veoma dugo i njihova obuka je skupa. Njihova pešadija je „živa legenda“, ali njihova odbrana protiv neprijateljske konjice nije tako dobra kao kod drugih naroda.
Gali su najmiroljubljiviji narod u Travianu. Njihova vojska ja obučena za izvrsnu odbranu, ali njihova sposobnost u napadu isto tako može konkurisati ostalim narodima. Gali su rođeni jahači, njihovi konji su poznati po svojoj brzini koja njihovim jahačima omogućava da pogode neprijatelja tamo gde mogu prouzrokovati najviše štete, i spretno se rešiti neprijateljskih zbunjenih jedinica. Takođe imaju i veoma korisne zamke koje mogu pomoći u odbrani.
Sa ovim narodom je veoma jednostavno braniti, ali moguća je i agresivna taktika. Pruža vam mogućnost da se razvijete u bilo kojem strateškom smeru (odbranbenu ili napadačku, zasebnu kao „vuk samotnjak“ ili pouzdani pomoćnik, trgovac ili pljačkaš, pešadija ili konjica, naseljenik ili osvajač), ali potrebno vam je malo iskustva i talenta. Uprkos tome ovaj narod je takođe namjenjen za početnike!
Tevtonci su najagresivniji narod. Njihove jedinice su ozloglašene i unose strah zbog svog besa i ludila u napadima. Kreću se kao pljačkaška horda, bez straha od smrti. 
Ali, njima nedostaje vojna disciplina Gala i Rimljana, što uzrokuje slabost u brzini i odbrani. Za agresivne i iskusne igrače Tevtonci su izvrstan izbor!

## Selo
Igrači počinju sa jednim selom, uz mogućnost kasnije gradnje drugih i otimanja tuđih sela. U selu se nalaze vojne i civilne zgrade, a oko sela njive i rudnici uz pomoć kojih se sakupljaju sirovine. Za mnoge zgrade postoje preduslovi, poput obavezne prethodne izgradnje jedne ili više zgrada drugog tipa i/ili njihova nadogradnja na određeni nivo. kod svakog igrača, prvo selo ima 4 drvoseče, rudnika gvožđa, rudnika gline i 6 njiva.

## Savezi
Savezi su udruženja više igrača koji međusobno trguju, napadaju druge igrače zajedno i zajedno se brane. Za pristup savezu je potrebno da se izgradi ambasada, a za osnivanje sopstvenog je potrebna nadogradnja na stepen 3. Da bi pristupilo više igrača, ambasadu je potrebno proširiti, tako da često igrači koji žele da pristupe savezu šalju osnivaču sirovine za izgradnju, a svaki savez može da primi maksimalno 60 igrača.Savezi se posle nekog vremena sakupljaju u alijanse,skupinu više saveza(Često sa istim prefiksom)koje sarađuju i koje zajedno osvajaju server.

## Pobeda
Posle otprilike 300 dana od početka servera pojavljuje se novi narod Natari.
Natari su najjači narod u igrici i njih kontrolišu kompjuteri. Neka natarska sela imaju konstrukcione planove pomoću kojih se pravi svetsko čudo. Igrač koji sa herojem uzme konstrukcioni plan, počinje da pravi svetsko čudo. Jedan konstrukcioni plan je dovoljan da se svetsko čudo napravi do 50. nivoa. Kada se napravi na 50. nivou onda treba uzeti drugi konstrukcioni plan i onda se svetsko čudo pravi do 100. nivoa. Igrač iz nekog saveza koji prvi napravi svetsko čudo do stotog nivoa je pobednik, i samim tim je i njegov savez osvajač servera.

## Serveri
Srpska verzija Traviana za sad ima osam servera. To su rs1,rs2,rs3,rs4,rs5,rs6,rs7 i rsx(u kojem je igra tri puta brza)

## Vojska
Osnovne vojne jedinice se ne istražuju, ali ostale da. Osim vojske naroda, postoji i vojska prirode. To su razne divlje životinje. Njima ne treba održavanje tako da vam ne troše žito u igri.

## Napomene
1. ^ Iako Pravopis srpskog jezika preporučuje da između slova „i“ i „a“ stoji slovo „j“, verzija igrice na srpskom koristi naziv Travian, napisan ćirilicom.

## Spoljašnje veze
- Igra na srpskom jeziku
- Zvanična prezentacija